# Cautires nebulosus
Cautires nebulosus – gatunek chrząszcza z rodziny karmazynkowatych i podrodziny Lycinae.
Gatunek ten opisany został po raz pierwszy w 1930 roku przez Richarda Kleine pod nazwą Bulenides nebulosus. W 2010 roku Pavla Dudkova i Ladislav Bocák zsynonimizowali Bulenides z rodzajem Cautires. C. nebulosus umieszczony został w grupie gatunków C. obsoletus.
Chrząszcz o grzbietobrzusznie spłaszczonym i słabo zesklerotyzowanym ciele. Czułki u samicy są ostro piłkowane, u samca zaś blaszkowate, a blaszka piątego członu jest mniej więcej dwukrotnie dłuższa od trzonu tegoż członu. Głowa wyposażona jest w oczy złożone o średnicach wynoszących między 0,6 a 0,9 ich rozstawu. Przedplecze jest na przedzie zwężone. Ma podłużny kil środkowy, który w bliższej nasadzie części rozszczepia się na dwa żeberka, odgraniczające komórkę (areolę) środkową. Pokrywy mają po cztery żeberka podłużne pierwszorzędowe i po pięć żeberek podłużnych drugorzędowych. Ponadto między tymi żeberkami występują żeberka poprzeczne, dzieląc również powierzchnię pokryw na komórki (areole). Żeberka podłużne pokryw na całej długości porośnięte są jaskrawo ubarwionym owłosieniem.
Owad orientalny. Zamieszkuje Półwysep Malajski.